# Sastrugi

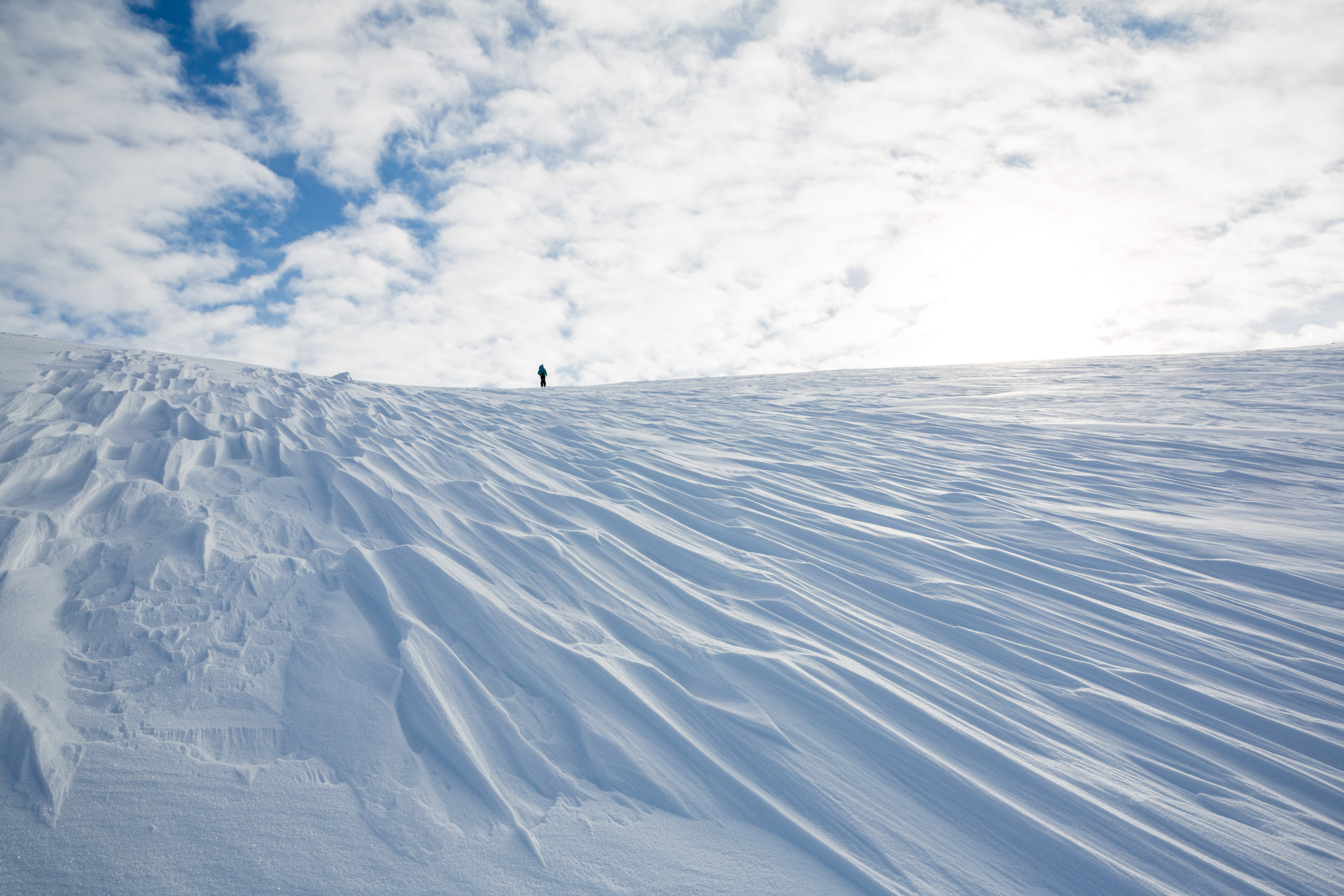
Sastrugi

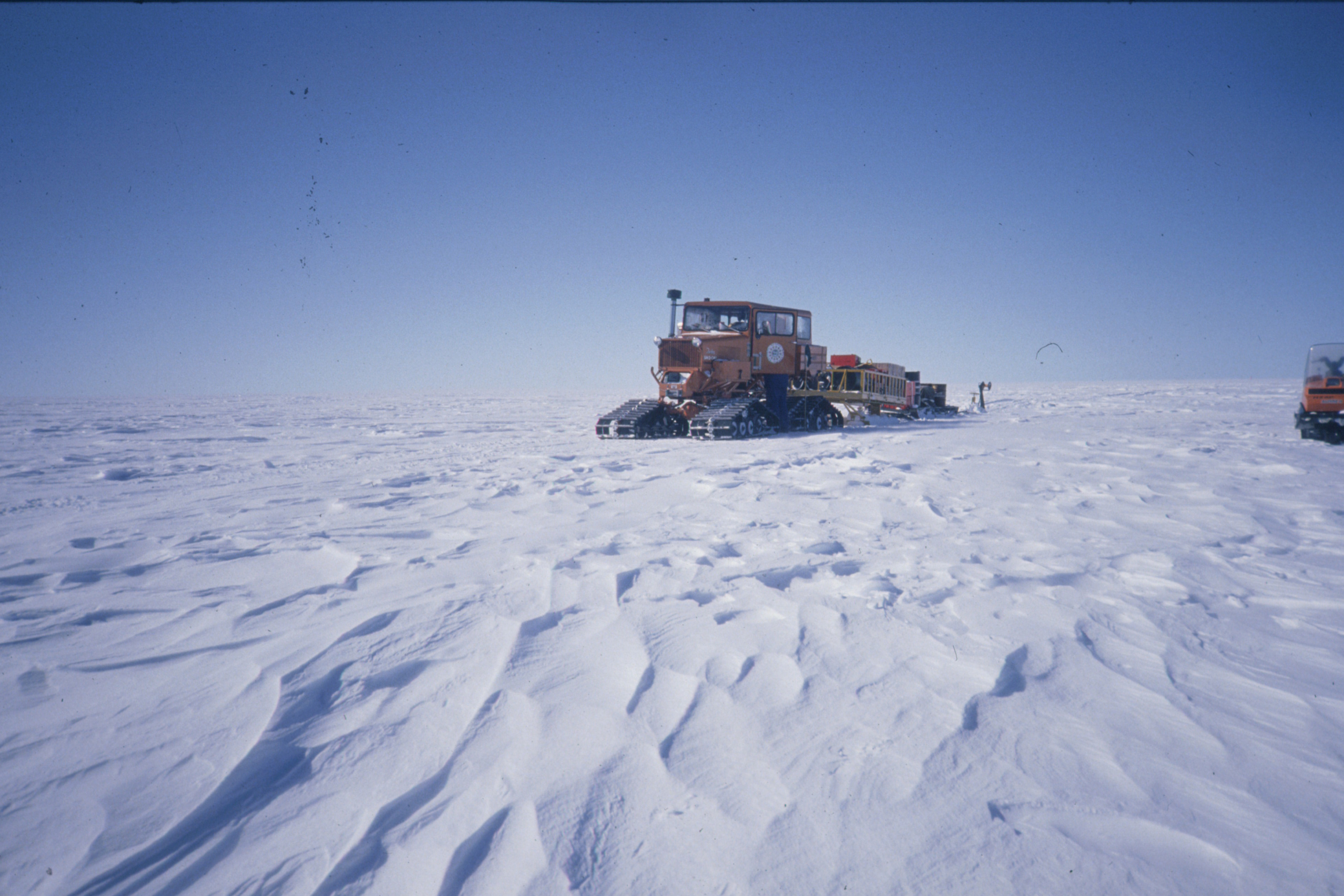
Sastrugi en la meseta antártica, con una motonieve al fondo

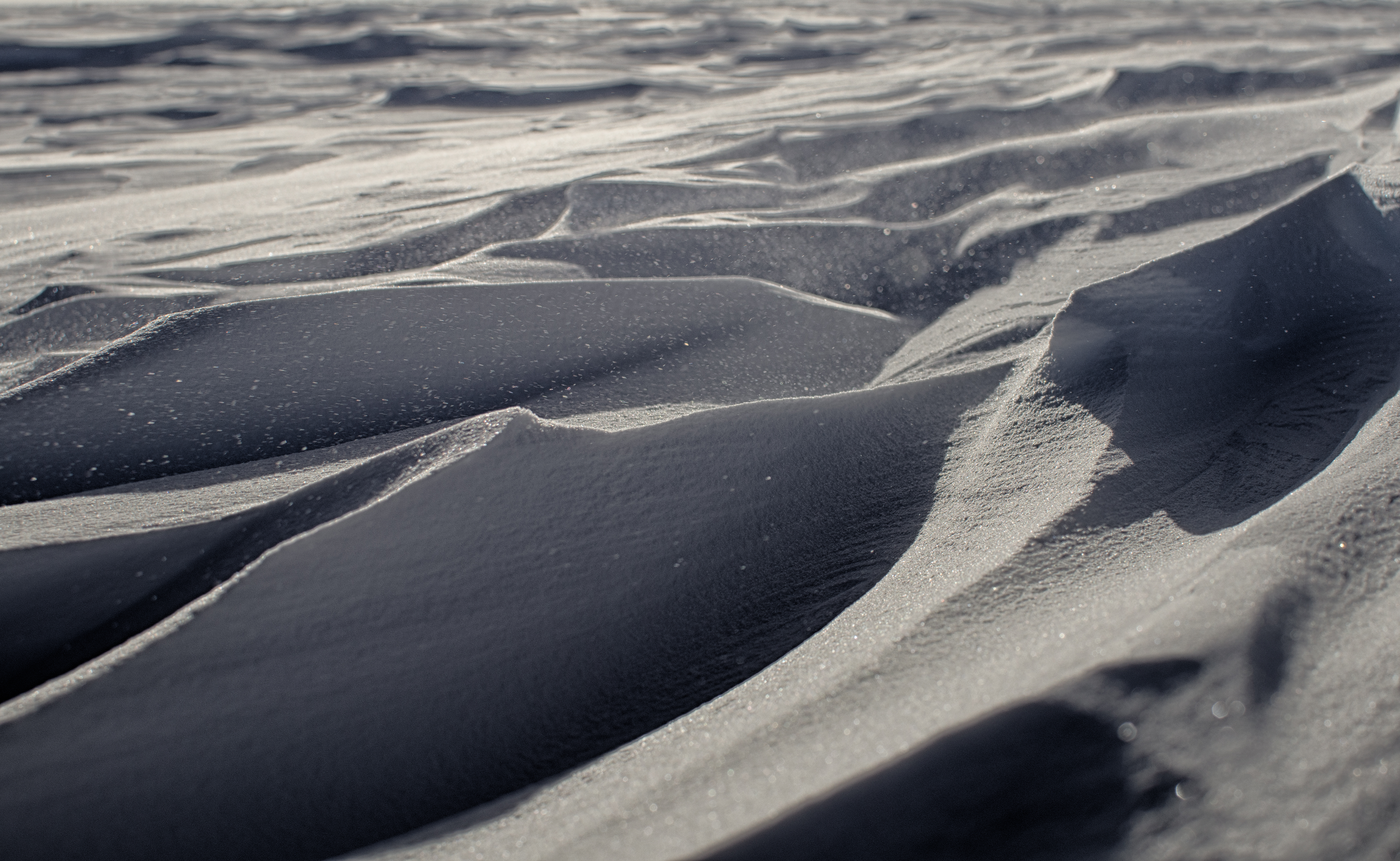
El viento esculpió la nieve cerca de la Estación South Pole, formando características sastrugi

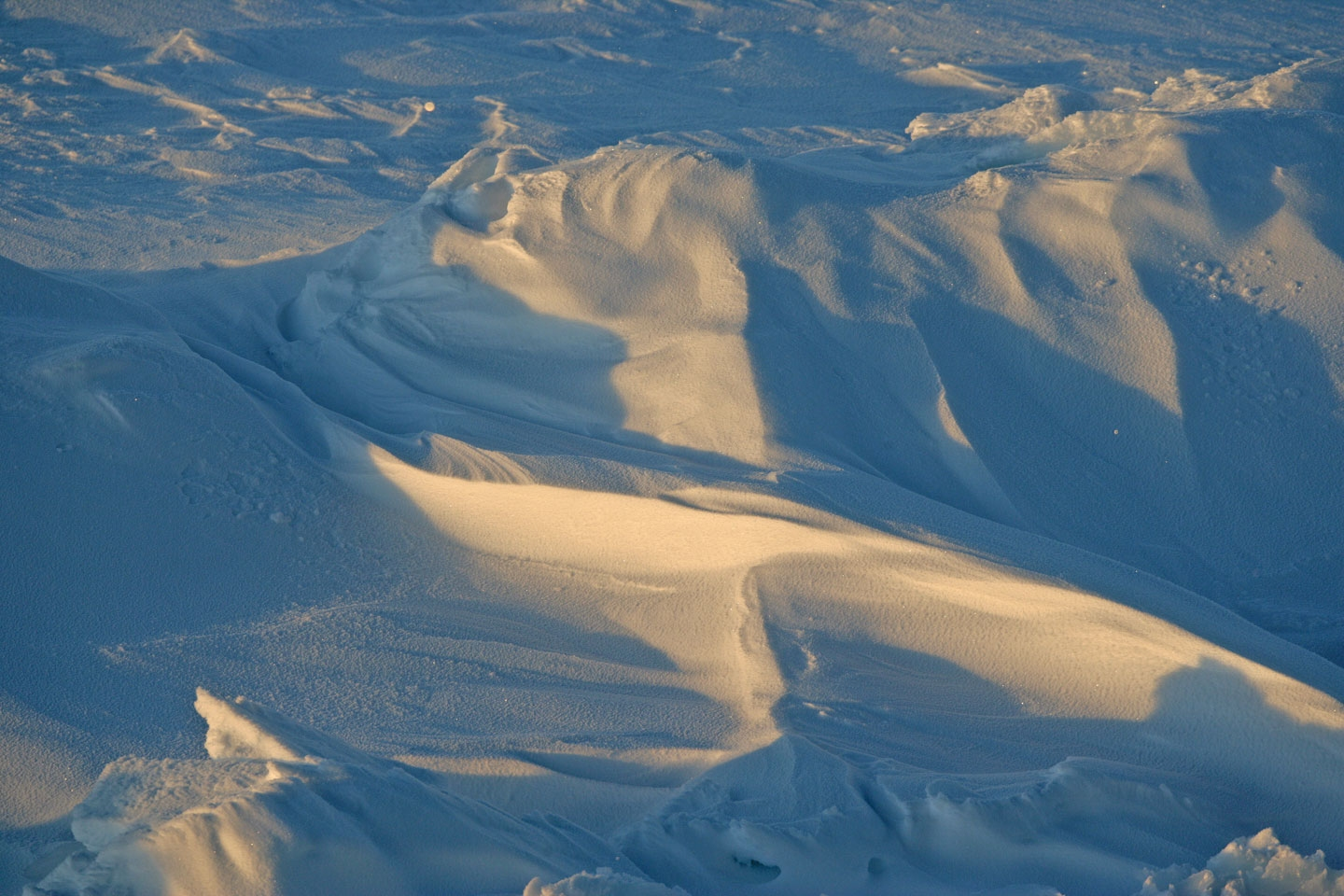
Sastrugi en la superficie del océano Ártico (noroeste de Rusia, 2006)

Una sastrugi o zastrugi es un accidente glaciar que se forman principalmente por erosión de una superficie nevada por la acción del viento. Como resultado la superficie presenta muchas irregularidades topográficas, modelada por surcos agudos e irregulares. Además de la erosión del viento, colaboran la saltación de partículas de nieve y la propia deposición de la nieve caída. Se encuentran en regiones polares y en áreas nevadas azotadas por el viento de regiones templadas, como lagos helados o cordilleras.
Los sastrugi se distinguen por los puntos orientados hacia el viento, que se asemejan a yunques, que se mueven a favor del viento a medida que la superficie se erosiona. Estos puntos generalmente se encuentran a lo largo de crestas perpendiculares al viento predominante; son empinadas en el lado de barlovento e inclinadas hacia el lado de sotavento. Las irregularidades más pequeñas de este tipo se conocen como ripples (pequeñas, ~ 10 mm de altura) o crestas de viento.
Se diferencian de las dunas de arena en que las crestas son paralelas a los vientos dominantes.

## Etimología
Las palabras sastrugi y zastrugi fueron importadas del ruso y se utilizan generalmente en plural; el singular es «sastruga» o «zastruga». La forma sastruga comenzó como una transliteración en alemán de la palabra rusa  заструга (plural: заструги).
Otro singular análogo de tipo latino, «sastrugus», fue utilizado en diversos escritos relacionados con las exploraciones polares, como los diarios de la expedición de Robert Falcon Scott y en The Heart of the Antarctic [El Corazón de la Antártida], de Ernest Shackleton.

## Clasificación
Clasificadas por su tamaño creciente, estas irregularidades son conocidas como ondas u ondulaciones (~10 mm de alto), crestas de viento, barjanes y sastrugi (hasta 1 metro de altura). Las más grandes son especialmente molestas para los esquiadores ya que los desplazamientos sobre la superficie irregular de las sastrugi pueden ser muy agotadores, con el riesgo de rotura de los esquíes. Las ondulaciones y las olas son a menudo inferiores, aunque la superficie es dura y no perdona con sus constantes cambios entre las crestas y los valles.

## Mecanismo de formación
Bajo la acción de un viento constante las partículas de nieve libres se acumulan y se mueven como los granos de arena en las dunas barján, y las formas de nieve derivadas resultantes también se conocen popularmente como barjanes. Los inuit de Canadá los llaman kalutoqaniq. Cuando los vientos disminuyen, las formaciones derivadas se consolidan mediante sublimación y recristalización. Los vientos posteriores erosionan los kalutoqaniq en las formas esculpidas de los sastrugi. Los inuit llaman a las grandes esculturas kaioqlaq  y a las pequeñas ondulaciones tumarinyiq. Una erosión mayor puede convertir a los kaioqlaq de nuevo en kalutoqaniq a la deriva. Una etapa intermedia de erosión son los mapsuk, con formas sobresalientes. En el lado de barlovento de una cresta, la base se erosiona más rápido que la parte superior, produciendo una forma como la punta de un yunque apuntando contra el viento.

## Sobre hielo marino
Es más probable que los sastrugi se formen en el hielo marino del primer año que en el hielo de varios años, ya que al ser más suave permite que el viento pase uniformemente sobre la superficie sin obstrucciones topográficas. Excepto durante la temporada de deshielo, la nieve es seca y ligera en climas lo suficientemente fríos para la formación del hielo marino, lo que permite que la nieve se mueva fácilmente y cree sastrugi paralelos a la dirección del viento. Las ubicaciones de los sastrugi se fijan en marzo en el hemisferio norte y pueden estar relacionadas con la formación de estanques de deshielo. Es más probable que se formen estanques de deshielo en las depresiones entre sastrugi en el hielo del primer año.